# Креси-ла-Шапель
Креси́-ла-Шапе́ль (фр. Crécy-la-Chapelle) — коммуна во Франции, находится в регионе Иль-де-Франс. Департамент — Сена и Марна. Входит в состав кантона Серрис. Округ коммуны — Мо.
Код INSEE коммуны — 77142.

## География

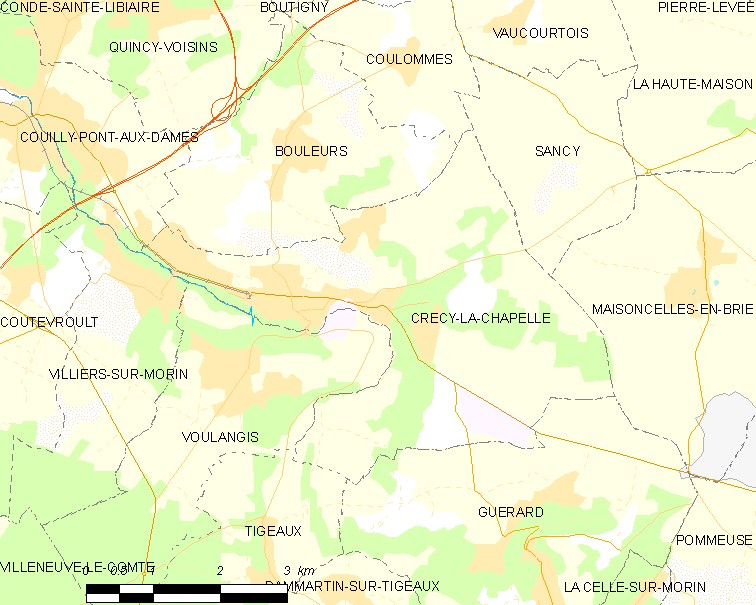
Карта коммуны

Коммуна расположена приблизительно в 45 км к востоку от Парижа, в 40 км северо-восточнее Мелёна.
На западе коммуны протекает река Гран-Морен.

## Население
Население коммуны на 2010 год составляло 4225 человек.
| 1962 | 1968 | 1975 | 1982 | 1990 | 1999 | 2010 |
| ---- | ---- | ---- | ---- | ---- | ---- | ---- |
| 1028 | 1928 | 2193 | 2413 | 3222 | 3822 | 4225 |

## Администрация
| Период | Период | Фамилия          | Партия                    | Примечания |
| ------ | ------ | ---------------- | ------------------------- | ---------- |
| 1977   | 1995   | Антуан де Мустье |                           |            |
| 1995   | 2001   | Жан-Марк Юиж     |                           |            |
| 2001   | 2015   | Мишель Уэль      | Союз за народное движение |            |
| 2015   | 2020   | Бернар Каруж     | беспартийный              |            |

## Экономика
В 2010 году среди 2845 человек трудоспособного возраста (15-64 лет) 2241 были экономически активными, 604 — неактивными (показатель активности — 78,8 %, в 1999 году было 76,4 %). Из 2241 активных жителей работали 2097 человек (1107 мужчин и 990 женщин), безработных было 144 (60 мужчин и 84 женщины). Среди 604 неактивных 221 человек были учениками или студентами, 234 — пенсионерами, 149 были неактивными по другим причинам.

## Достопримечательности
- Церковь Успения Пресвятой Богородицы[фр.] (XIII век). Исторический памятник с 1846 года[3]
- Церковь Св. Георгия
- Бывший отель Гран-Жан-де-Люмьер (XVIII век). Исторический памятник с 1984 года[4]

## Города-побратимы
- Пиленхофен (Германия)

## Фотогалерея

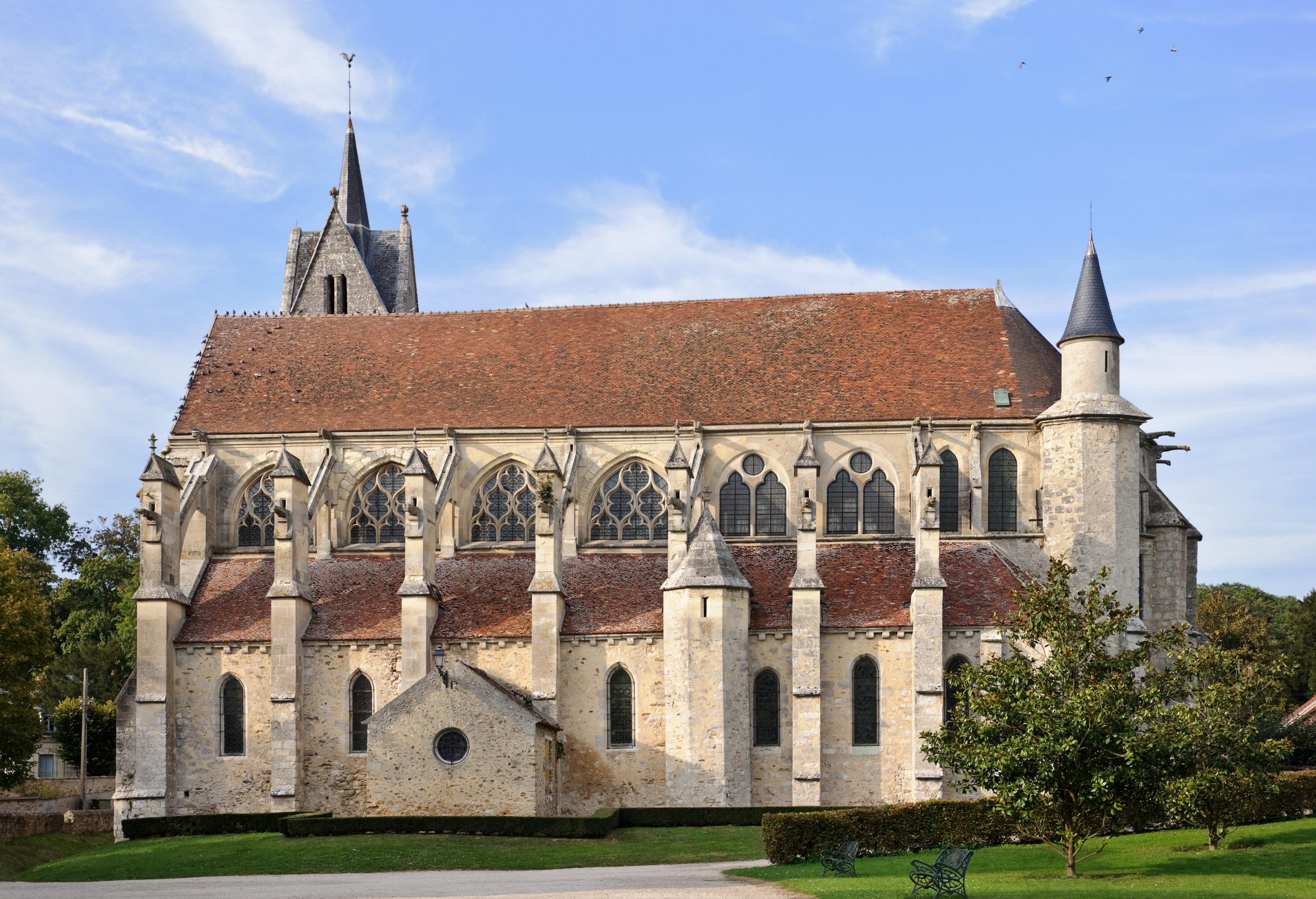
Церковь Успения Пресвятой Богородицы
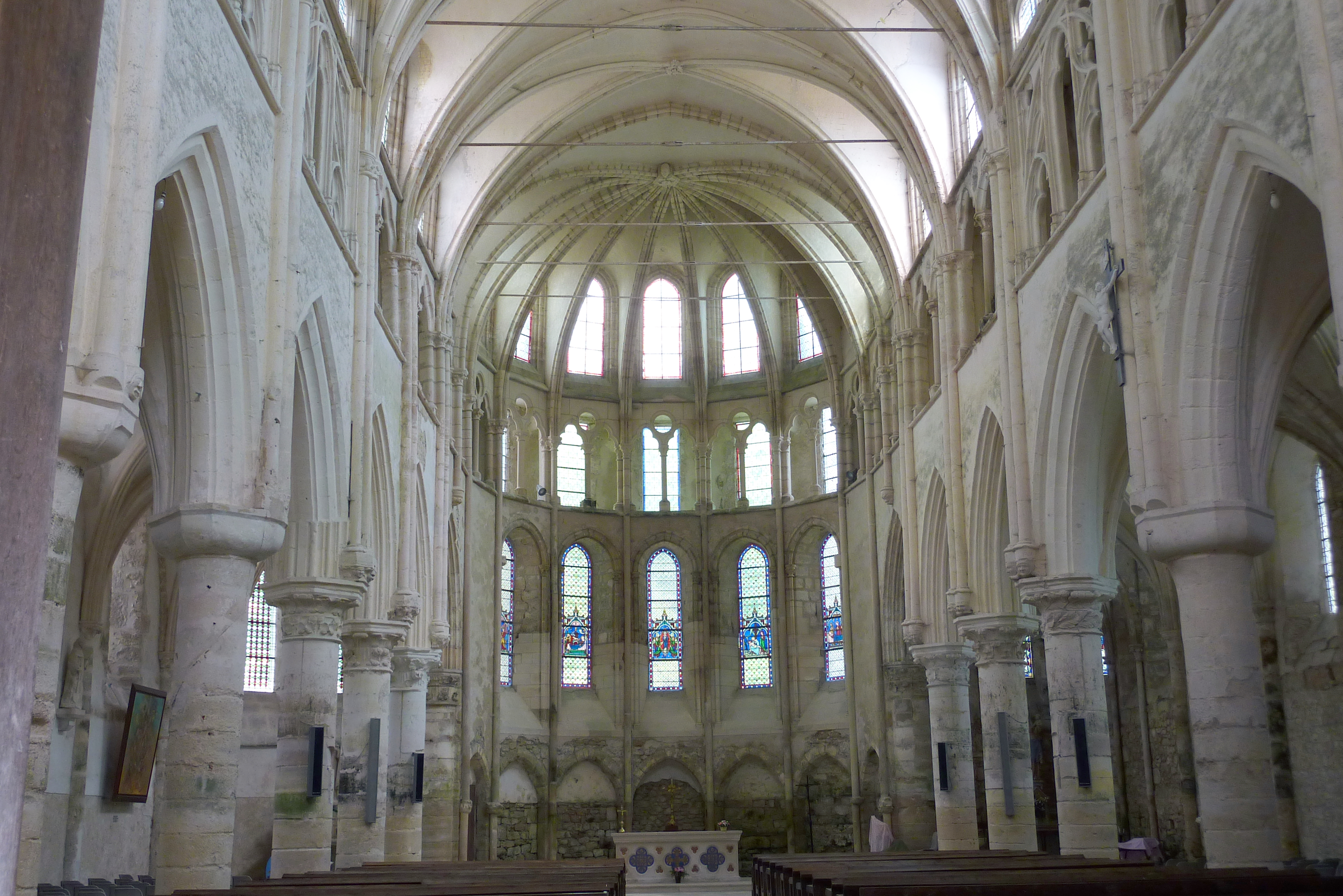
Интерьер церкви Успения Пресвятой Богородицы
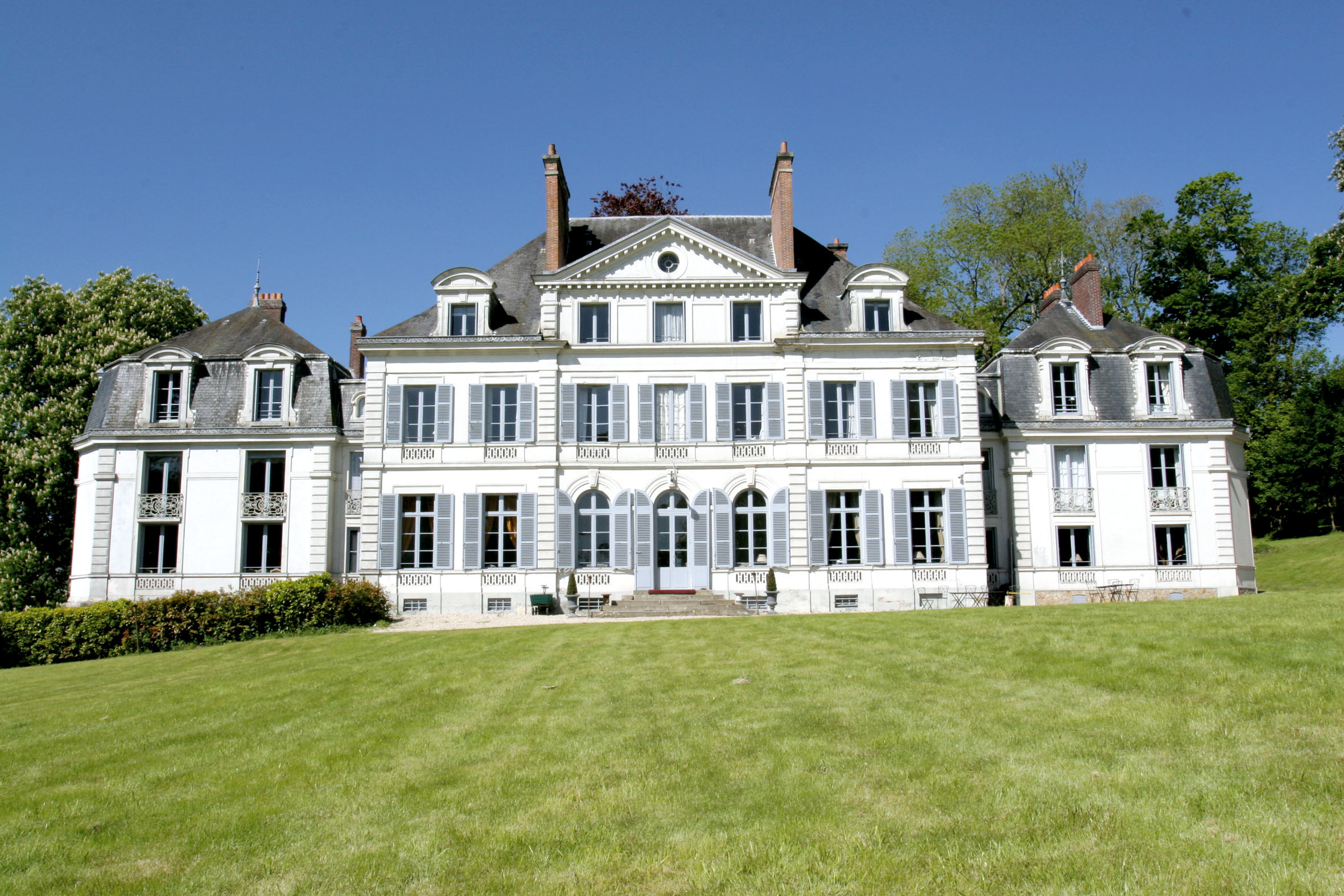
Замок Креси-ла-Шапель
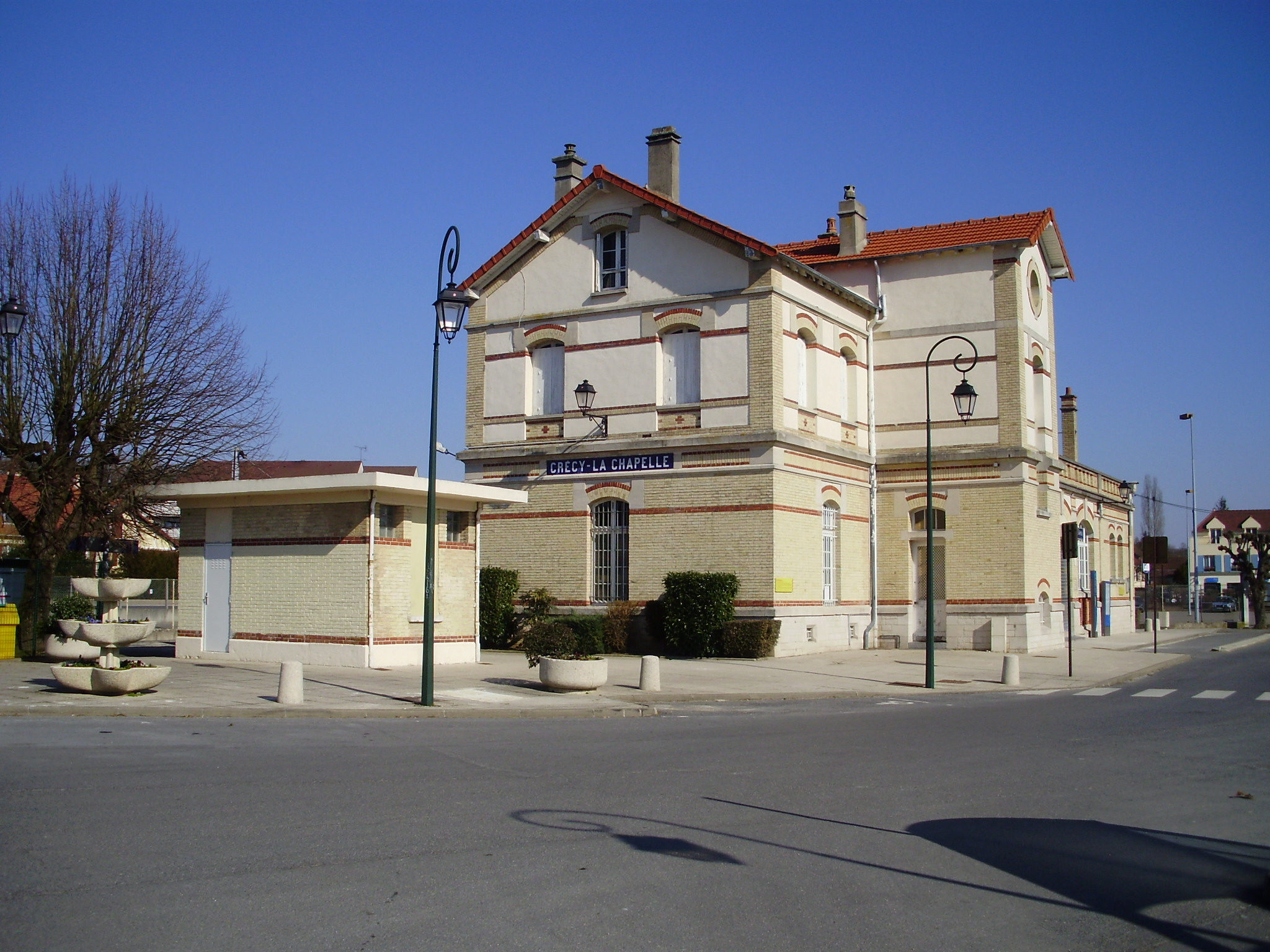
Вокзал
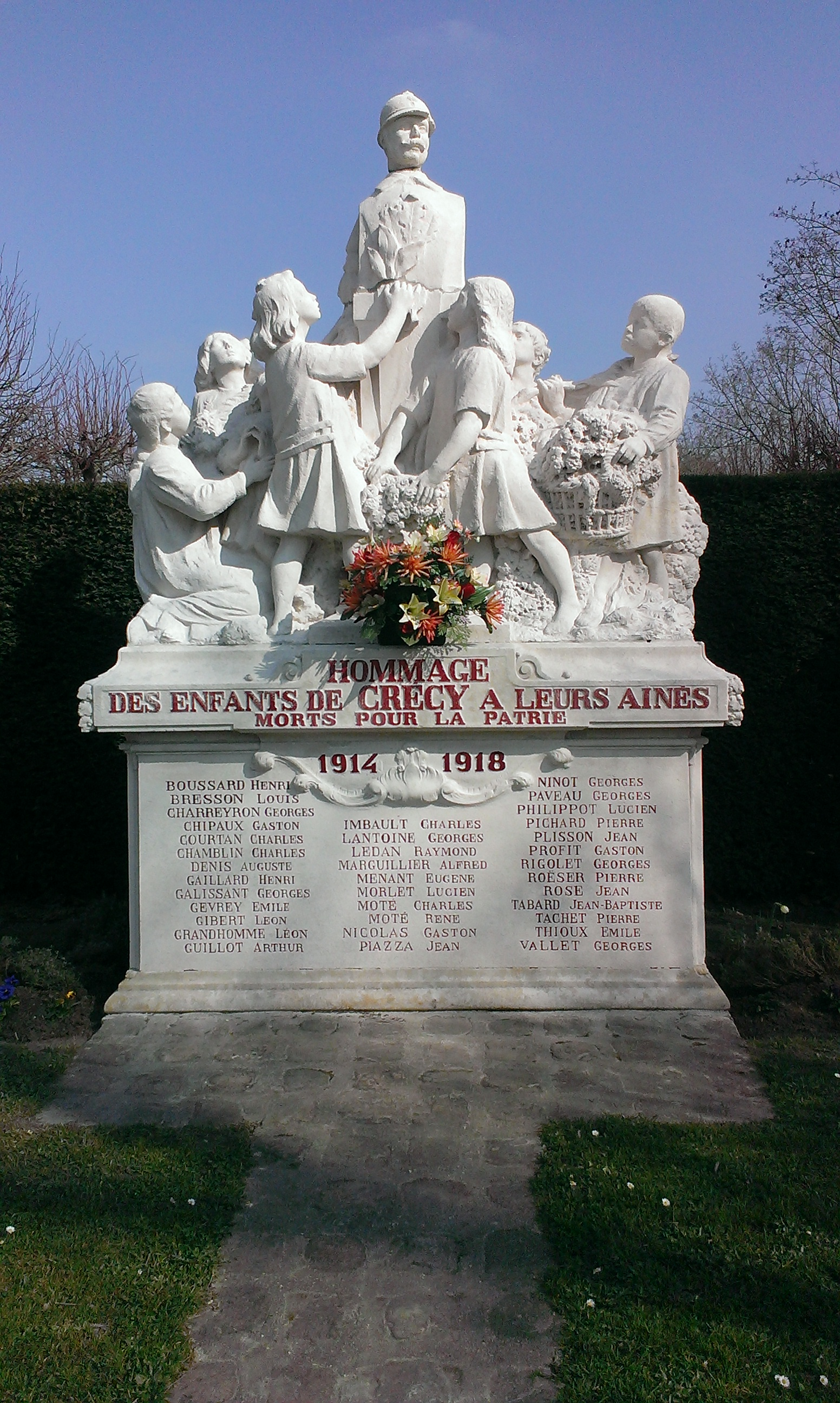
Военный мемориал
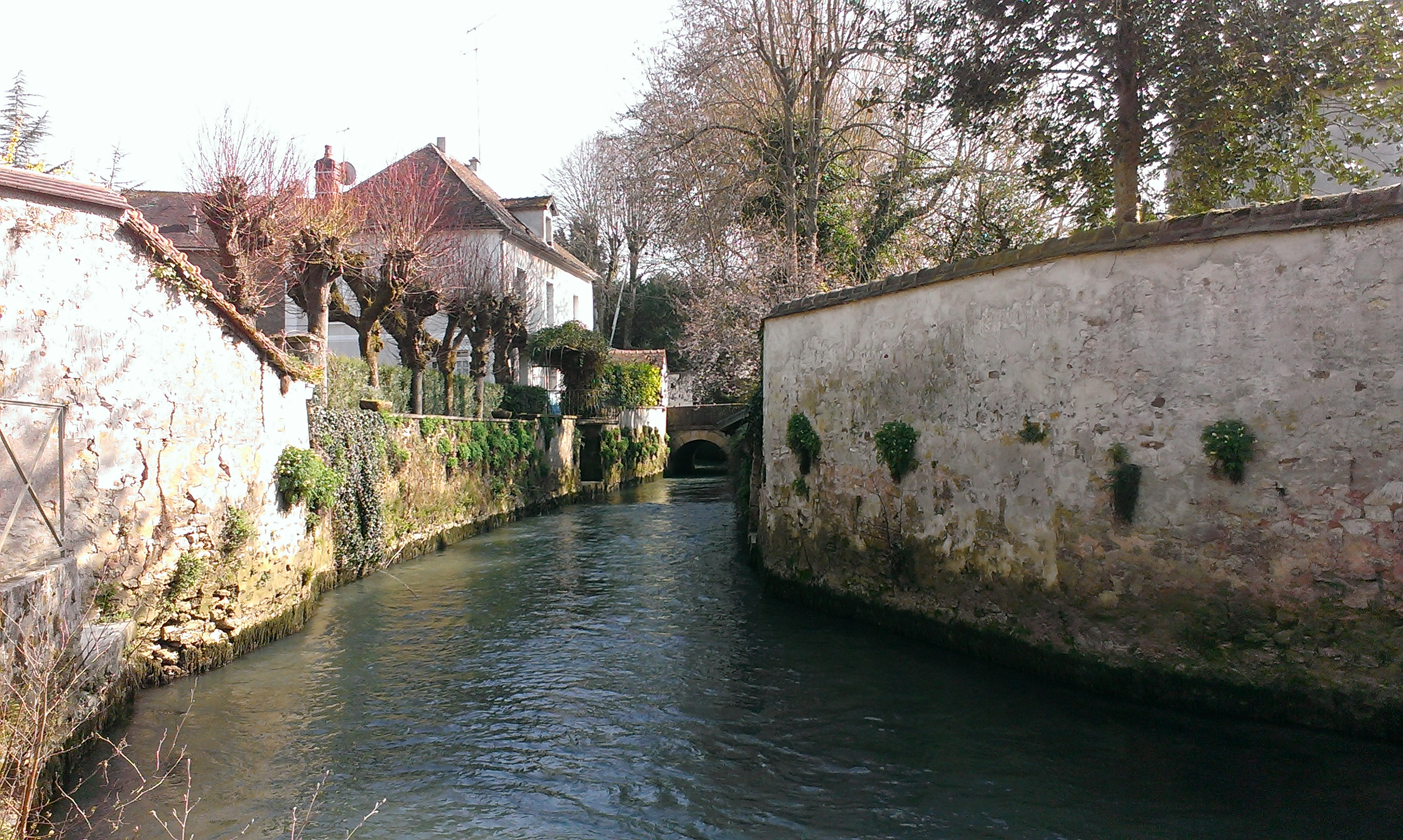
Река Гран-Морен